# Chiesa di Santa Chiara (Crema)
La chiesa di Santa Chiara è un edificio religioso di culto cattolico situato a Crema, affiancata da brani dell'antico convento.

## Storia

### Dalle origini fino alla soppressione del convento

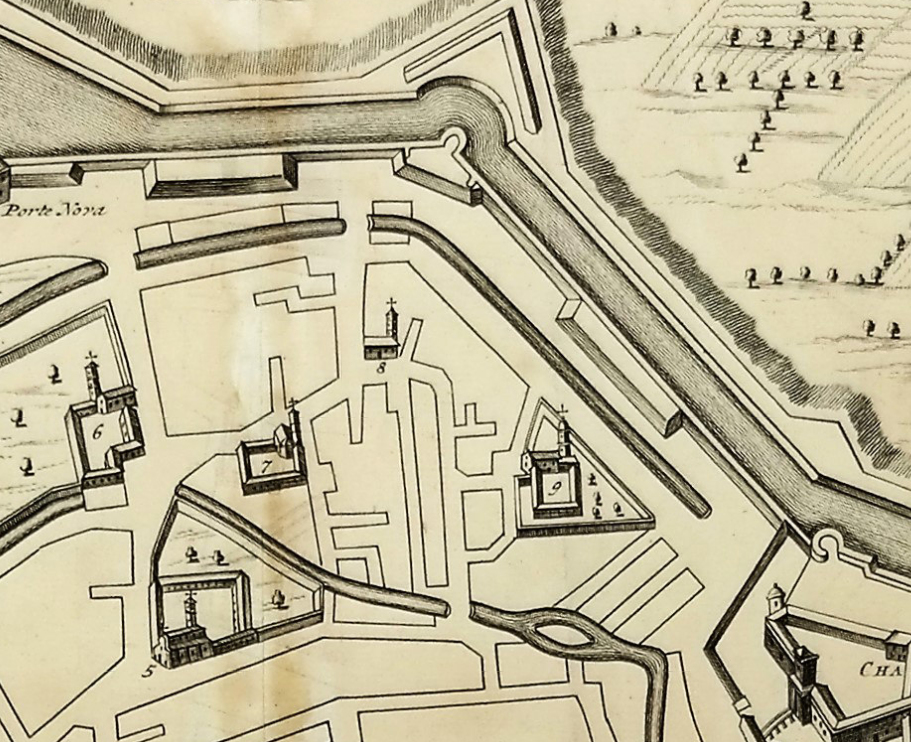
Particolare della carta «Crema ou Crème», di Pierre Mortier, acquaforte, 1708. Vi si ravvisa col n. 6 il convento e la chiesa di Santa Chiara

Nell'area fuori dalle mura settentrionali, non lontano da Porta Pianengo, sono documentate nel XIV secolo due torrette di guardia, nonché un macello ed un piccolo monastero con relativa chiesetta abitato da monache umiliate almeno sin dall'anno 1332.
Nel 1449 vi subentrarono le clarisse provenienti dalla vicinia dei Barni che fecero costruire un nuovo convento e pochi decenni più tardi, nel 1497, acquistarono anche l'edificio delle beccarie per ricavarvi un dormitorio e cedendo la chiesa al Comune da destinare a una nuova sede del macello.
Quando i veneziani terminarono la costruzione delle nuova mura (1509) ne ampliarono la superficie difesa con un nuovo tracciato posto più a nord e inglobando all'interno della città il piccolo complesso.
Nel 1515 l'ex chiesa divenuta macello fu restituita alle monache per costruire un nuovo edificio posto più a sud e destinato a questo scopo. Ma anche questa costruzione, infine, fu acquisita dalle clarisse (1716), ormai una sessantina circa, per ricavarvi un altro dormitorio (progetto di Andrea Nono del 1731).
Per quanto riguarda l'ex chiesa fu ricostruita a partire dal 1515 dedicandola a santa Chiara; tuttavia, nella seconda metà del XVII secolo, essendo in pessimo stato di conservazione, fu in gran parte rinnovata dandole le forme attuali.
Per la cura spirituale le monache si affidavano fino al 1780 ai padri osservanti, quindi al vescovo, e si mantenevano anche con l'educazione delle fanciulle.
Il convento fu requisito una prima volta nell'anno 1799 per alloggiarvi i soldati giacobini in ritirata dopo essere stati battuti a Verona dagli austriaci; le clarisse furono trasferite nel soppresso convento dei carmelitani scalzi; il convento fu restituito alle monache con l'arrivo degli austriaci, ma nel 1805 per decreto napoleonico fu acquisito al demanio e venduto nel 1810 al nobile Giovan Battista Monticelli Strada; il cavalier Monticelli donò successivamente il convento alla Diocesi di Crema per realizzarvi un centro ricreativo ed educativo per i giovani della città, l'Istituto San Luigi.

### L'Istituto San Luigi
Il Nobile Cav. Giovan Battista Monticelli, divenuto proprietario dell'ex convento, scriveva una prima volta nel 1844, quindi nel 1846 al vescovo, monsignor Giuseppe Sanguettola, manifestando l'intenzione di istituire un oratorio per i giovani. Tale volontà fu confermata con lascito testamentario del 1847, lasciando quale patrimonio anche un podere sito a Monte Cremasco il cui reddito avrebbe contribuito alla gestione.
La costituzione della nuova struttura fu concessa dall'Imperial Regia Delegazione di Crema e Lodi nel 1848 e da quell'anno e fino al 1871 l'oratorio funzionò sotto l'amministrazione del vescovo di Crema. Dal 1871, per regio decreto-legge, la gestione fu posta sotto la direzione di un consiglio di tre membri, di cui uno di nomina vescovile e due di nomina comunale; nel 1874 la situazione fu giuridicamente completata con la creazione dell'Opera Pia San Luigi. Nel 1880 l'Opera Pia fu aggregata negli Istituti educativi, quindi nel 1931, per decreto reale, l'amministrazione veniva trasferita alla Congregazione di Carità.
La proposta di monsignor Francesco Franco di un ritorno alle dipendenze ecclesiastiche fu respinta nel 1935 dal Ministero dell'interno che ne suggeriva un'amministrazione separata ed autonoma. Dopo essere passato dalla Congregazione di carità all'ECA, la piena autonomia fu ripristinata, infine, nel 1956.
Nel corso degli anni le strutture educative e ricreative sono state dotate di impianti sportivi, un'area verde con parco giochi, il servizio mensa, bar e sala conferenze.

### Il bombardamento del 1944
Giusto l'Istituto San Luigi fu teatro, il 1º dicembre 1944, del più grave bombardamento accaduto in quei mesi di guerra a Crema. Per un errore di tiro, infatti, anziché colpire il ponte ferroviario, obiettivo delle forze alleate, un aereo sganciò due bombe sulla città, delle quali una colpì il fabbricato del centro ricreativo all'interno del quale vi erano ospitate anche molte famiglie sfollate provenienti dal centro e dal sud Italia, provocando la morte di 10 persone e 42 feriti. Una seconda bomba cadde nell'ortaglia di Pietro Bandirali senza causare vittime.
Tra il 1977 ed il 1978 la chiesa, ancora sofferente per i danni del bombardamento, per quanto integra, fu restaurata e fu murata all'interno una targa marmorea che, oltre ai dieci nomi, riporta anche la donna morta nel bombardamento del torrion Foscolo il 30 dicembre di quell'anno e un brano tratto dal Vangelo secondo Matteo.
Chiara Ivagnes e la figlia Vittoria, nonché i tre fratelli Adamo, erano membri di famiglie sfollate.

## Caratteristiche

### La chiesa
È collocata con la facciata prospiciente via Santa Chiara. Non ci sono documenti, ma i tratti stilistici che vediamo oggi la fanno risalire agli interventi del XVII secolo; lo storico d'arte Cesare Alpini la attribuisce ad Andrea Nono. È divisa in due ordini: in quello inferiore si apre il portale incorniciato e sovrastato da un timpano; in quello superiore si apre una finestra con mensoloni arricciati a stucco; i due ordini sono suddivisi in tre specchiature da quattro lesene; a metà corre una trabeazione con dentelli che supporta un timpano trapezoidale, giusto sotto la finestra, con all'interno un angelo. Conclude la parte superiore un classico timpano triangolare dentellato.

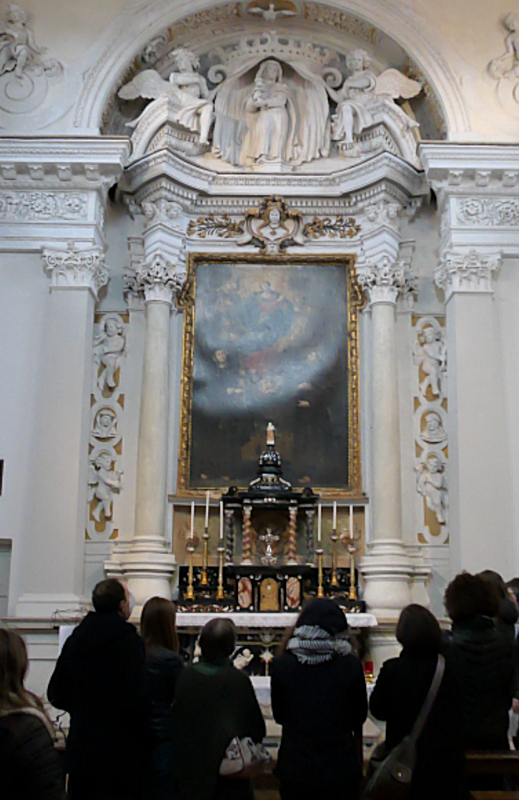
L'altare maggiore

L'interno è ad aula unica, di forma quadrata e caratterizzato da ampie decorazioni a stucco, in particolare un cornicione molto elaborato sorretto da lesene con capitelli che dividono le pareti in specchiature.
Sopra l'altare maggiore spicca la tela dedicata a Santa Chiara, con l'Immacolata e San Francesco realizzata dal pittore romano Girolamo Betti nel 1729; è circondata da una complessa, articolata architettura composta da fregi e colonne con capitelli girati ad angolo che sorreggono una trabeazione; sopra sono collocati due angeli seduti che tengono aperto un paramento con corona, all'interno della quale è collocata l'immagine di Santa Chiara con l'ostensorio.
L'altare con tempietto è in marmo nero con colonnette tortili e intarsi marmorei di vario colore e ostensorio sulla facciata che richiama la santa titolare.
Una colomba dello Spirito è posta all'apice dell'intradosso dell'arco, mentre la chiave d'arco è coperta da un cartiglio con la scritta
La parete nord è stata sfondata per realizzarvi una cappella dedicata a Santa Caterina da Bologna, operazione avvenuta certamente dopo la canonizzazione avvenuta nel 1712. L'apparato decorativo potrebbe essere attribuito ai fratelli Grandi oppure a Giacomo Parravicino, o, secondo altri, a Giovanni Brunelli. La pala dell'altare è un dipinto a tempera di autore ignoto, forse del già citato Brunelli.

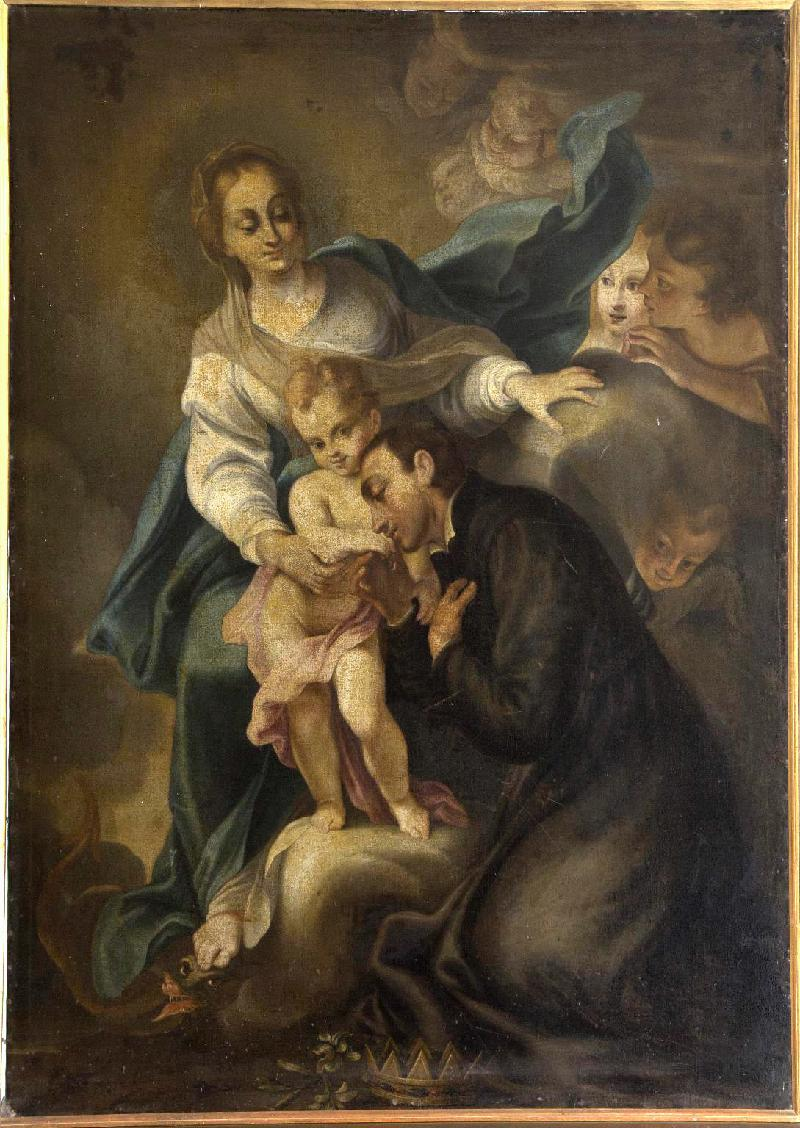
Stefano Maria Legnani, detto il Legnanino, Madonna con Gesù Bambino e San Luigi Gonzaga, olio su tela, ca. 1690-1699

In una nicchia antica vi è collocata una statua lignea policroma raffigurante San Francesco, di autore ignoto e risalente al XVIII secolo, qui collocata nel 1978 proveniente dalla chiesa parrocchiale di San Pietro.
In controfacciata sopra la bussola d'ingresso un riquadro contiene due angioletti che mostrano una tela che riprende il tema de L'Immacolata, Santa Chiara e San Francesco; anche la finestra che dà luce all'interno è affiancata da angeli. Alla parete vi è collocata una tela dedicata a Sant'Antonio di Padova, opera della prima metà del XX secolo di Claudio Secchi, pure originariamente posta in San Pietro.
Alla parete sinistra vi è appesa una tela con la Madonna, Gesù Bambino e San Luigi Gonzaga, un tempo posta nella cappella interna del convento delle clarisse, opera di Stefano Maria Legnani, detto il Legnanino.

### Il monastero
Poco è rimasto del convento, specie dopo il bombardamento del 1944 (che ha risparmiato l'edificio sacro); in particolare a sud della chiesa è sopravvissuto un chiostrino rettangolare con pilastri in cotto ed archi acuti; mentre al primo piano dell'edificio occidentale una sala da pranzo è caratterizzata da un'aula a volte con pilastri.

### Un brano delle mura medievali

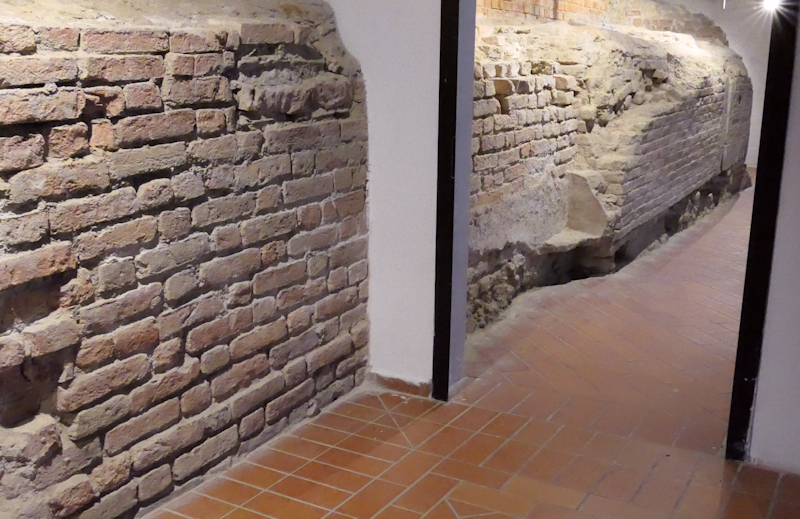
Brano delle mura medievali

Durante lavori di ristrutturazione dell'edificio prospiciente via Bottesini emergeva, nel 1984, un brano delle mura medievali: si tratta di una porzione di 27 metri per un'altezza di 1,80 m e lo spessore di 1,30 m. L'andamento è da est a ovest, totalmente in laterizio. È presente un'apertura parzialmente ad arco forse posteriore alla costruzione.
Emerge anche una struttura indefinita, forse pentagonale, di cui, si suppone, sia stata base di appoggio di esili manufatti.
Il rinvenimento, testimonianza antica delle difese cittadine, è stato mantenuto "a vista" nel seminterrato dell'edificio.